# Philantomba walteri
Philantomba walteri är en däggdjursart i underfamiljen dykarantiloper som förekommer i Afrika. Arten är uppkallad efter zoologen Walter N. Verheyen som undersökte afrikanska däggdjur.
Arten är bara känd från ett 40-tal döda individer som upptäcktes på olika marknader i Benin, Nigeria och Togo. Enligt jägarnas berättelser sköts dessa exemplar i savannen i västra Afrika som är känd som Dahomey Gap. Landskapet där kännetecknas av gräsmarker och flera buskskogar.
Djuret liknar främst Maxwells dykare (Philantomba maxwellii). Mellan arterna finns skillnader i skallens konstruktion och i de genetiska egenskaperna. Philantomba walteri är dessutom mera ljusbrun på kroppssidorna istället för gråaktig. Horn förekommer hos båda kön men hannarnas horn är tydlig större. Näsbenet är kortare än hos Maxwells dykare. Arten är mindre än Maxwells dykare men större än blå dykare som alla tre tillhör samma släkte.
Kanske introducerades arten i Swaziland och Zimbabwe. IUCN listar Philantomba walteri med kunskapsbrist (DD).